# Apă de trandafiri

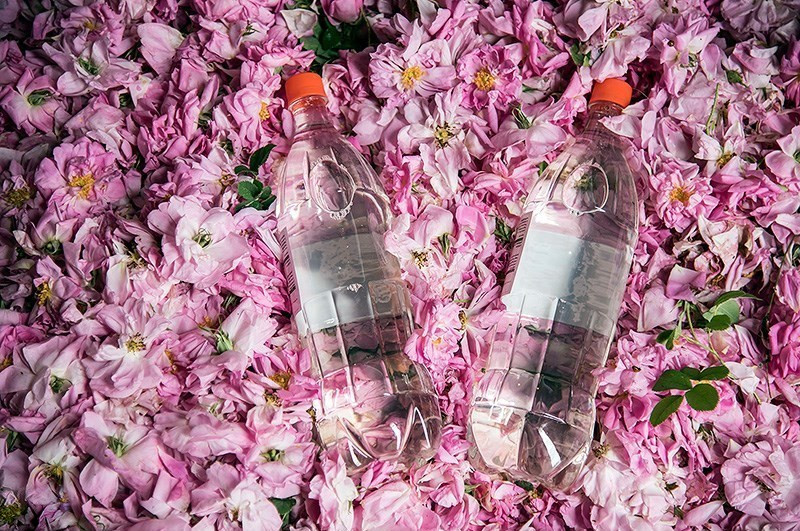

Apa de trandafiri este o apă aromatizată obținută prin infuzarea petalelor de trandafir în apă. De obicei, este obținută ca un subprodus în timpul distilării petalelor de trandafir pentru obținerea uleiului de trandafir, utilizat în parfumuri. Apa de trandafiri este folosită pe scară largă pentru aromatizarea preparatelor culinare și îmbunătățirea produselor cosmetice și are o semnificație importantă în ritualurile religioase din întreaga zonă eurasiatică. Iranul este un producător major, furnizând aproximativ 90 % din cererea mondială de apă de trandafiri.

## Cosmetice
În Europa medievală, apa de trandafiri era folosită pentru spălarea mâinilor în timpul ospățurilor.